# Microbioma orale
Il microbioma orale è l'insieme di microrganismi che popolano la cavità orale, tra cui batteri, virus, funghi e archei. Questo ecosistema gioca un ruolo fondamentale nel mantenimento della salute orale e generale, contribuendo alla protezione contro agenti patogeni, alla digestione e alla regolazione del sistema immunitario. Alterazioni del microbioma, conosciute come disbiosi orale, possono essere correlate a malattie locali come carie e parodontite, ma anche a patologie sistemiche come malattie cardiovascolari e diabete. Si stima che il microbioma orale comprenda oltre 700 specie batteriche, rendendolo una delle comunità microbiche più diversificate nel corpo umano

## Struttura del microbioma orale
Il microbioma orale si distribuisce su diverse superfici della bocca, ciascuna con caratteristiche uniche:
- Denti e gengive: La placca dentale è un biofilm che ospita batteri associati a malattie parodontali, come Porphyromonas gingivalis e Treponema denticola.[3]
- Lingua: Ospita specie come Streptococcus salivarius, importanti per il biofilm orale[4]
- Guance e mucosa orale: La mucosa è un ambiente ricco di batteri come Veillonella e Fusobacterium[5]
- Saliva: Trasporta i microrganismi tra le diverse superfici orali, favorendo l'interazione microbica[6].

## Funzioni del microbioma orale
Il microbioma orale svolge diverse funzioni essenziali:
1. Protezione: Regola l'ambiente orale grazie alla competizione microbica e alla produzione di sostanze antimicrobiche[7]
2. Digestione: Contribuisce alla degradazione degli zuccheri, con effetti benefici sulla salute orale[8]
3. Immunomodulazione: Influenza la risposta immunitaria locale e sistemica[9]

## Microbioma orale e malattie
La disbiosi orale può essere associata a una varietà di patologie:
- Carie dentale: Causata da batteri acidogeni come Streptococcus mutans[10]
- Parodontite: Coinvolge batteri come Aggregatibacter actinomycetemcomitans, che favoriscono l'infiammazione[11]
- Malattie sistemiche: Studi recenti collegano il microbioma orale a condizioni come diabete, malattie cardiovascolari e complicanze in gravidanza.[12]

## Tecniche per lo studio del microbioma orale
Le moderne tecnologie hanno che consentono lo studio del microbioma orale sono:
- Metagenomica: Identifica tutte le specie presenti nel microbioma orale[13]
- Metatranscriptomica: Analizza l'attività genetica microbica, fornendo dettagli sulle interazioni con l'ospite[14]

## Prevenzione e cura
Una corretta igiene orale, una dieta equilibrata e l'uso di probiotici possono favorire l'equilibrio del microbioma orale. Inoltre, le terapie personalizzate basate sull'analisi del microbiota orale stanno emergendo come approccio innovativo.